# 王政ローマ

ローマ王国
Regnum Romanum

国の標語: Lupa Capitolina
（ラテン語：カピトリーヌの狼）
ティベリス川沿いの7つの丘

王政ローマ（おうせいローマ、羅：Regnum Romanum）は、古代ローマ最初期の政体である王政期を指す。のちに共和政ローマ、そして帝政ローマへと変遷する。

## 歴史
伝承では後述するように紀元前753年に初代ローマ王ロームルスが建国し、紀元前509年に第7代目の王タルクィニウス・スペルブスが追放されるまで続いたことになっている。ただし、当時のローマは文字を持っていなかった可能性があり、王の存在は主に口承で伝えられ、確実な資料がないとされてきた。ローマという都市名も初代王ロームルスにちなむとされるが、この王については存在すら疑問視される向きもある。ローマという言葉は、エトルリア語（en:Etruscan civilization）またはサビニ語（サビニ人）で意味のある言葉だという見解がある。
伝統的に王のうち、ロームルスを含め最初の4代はラテン系またはサビニ系で、あとの3代はエトルリア系とされている。しかし、これらの王には存在すら疑問視される者もいるし、その人数も定かではない。実際にいた初期の王の事績を何人かの王たちのものとして記録しているという研究者もいる。また末期のエトルリア系の王は4人以上いたと考える研究者もいる一方、かつてはタルクィニウスの名を持つ2人の王は実際は1人の王の事跡を分けたに過ぎないと主張されてもいた。しかし考古学的な考証から、最後の3人の王に関する伝承は、変形されているとしても、何らかの歴史的事実を反映していると考えられている。

## 建国伝承

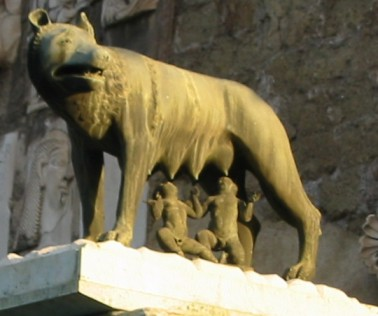
狼の乳を吸うロームルスとレムスの像

ローマ建国までの伝説は、次のようになっている。
トロイア戦争で敗走したトロイア人アイネイアースらは、ギリシアの島々やカルタゴを転々とした後、イタリア半島のラティウムに上陸した。そしてアイネイアースは現地の王の娘を妻として与えられ、ラウィニウムを築く。アイネイアースの死後は息子のアスカニオスが王位を継いだが、三十年の治世の後ラウィニウムを去り、アルバ・ロンガと名付けた新しい街を建設した。
時代が下り、王の息子アムリウスは兄ヌミトルから王位を簒奪する。ヌミトルの男子は殺され、娘レア・シルウィアは処女が義務付けられたウェスタの巫女とされる。ある日シルウィアが眠ったすきに、ローマ神マールスが降りてきて彼女と交わった。シルウィアは双子を産み落とすが、怒った叔父の王は双子を川に流した。双子は狼に、その後羊飼いに育てられ、ロームルスとレムスと名づけられた。成長し出生の秘密を知った兄弟は協力して大叔父を討ち、追放されていた祖父ヌミトル王の復位に協力する。兄弟は自らが育った丘に戻り、新たな都市を築こうとする。しかし兄弟の間でいさかいが起こり、レムスは殺される。この丘、パラティヌスに築かれた都市がローマであった。こののちローマは領域を拡大させ、七つの丘を都市の領域とした。

## 王の治世

### ロームルス

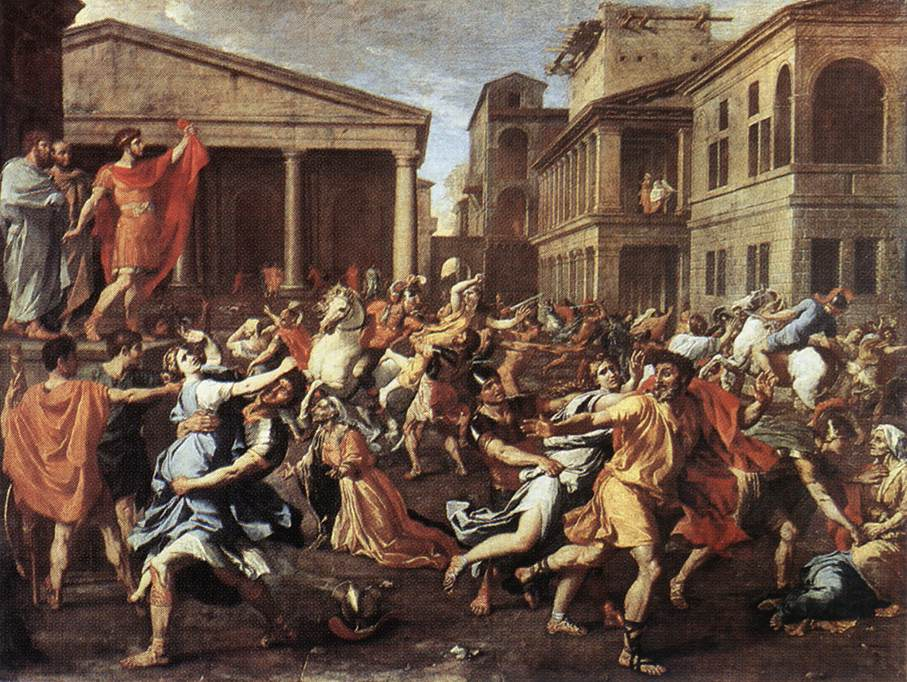
サビニの女たちの掠奪（ニコラ・プッサン作）

ローマ建国伝説によると、紀元前753年4月21日にロームルスが王になり、ティベリス川（テヴェレ川）の畔に都市ローマを建設した。人口数千人。当時のローマは丘2つを巡る防塞を設けただけの小村だった。この最初のローマはラテン人の国だった。
やがて、近隣の部族と争いが起きた。ローマが隣のサビニ人の丘の村娘たちを祭りに招待したとき、娘たちを急に抱きかかえて自宅まで逃げてそのまま帰さなかったためだ。当然、戦となった。しかし娘たちは隣の丘の男たちに、自分たちは妻としての扱いを受けており、決して虐げられていなかった為、争いをやめて欲しいと懇願した。サビニ人のタティウス王は和平を承諾し、さらにはロームルスのすすめで部族をあげてローマに移住する。ローマがサビニ人を併合したわけではなく、サビニ人の自由民にはローマ人同様の市民権が与えられ、タティウス王はロームルスと共同して統治にあたった。
タティウス王はこののちすぐに戦死し、その後のローマの指揮はロームルスがとった。
紀元前715年のある日、ロームルス王が閲兵中、突然、目の前も見えないほどの雷雨が襲ってきた。雨と雷が去ったのち、兵たちが玉座を見ると、王の姿はどこにもなかった。八方探しても見つからず、このとき王は死んだとされた。

### ヌマ・ポンピリウス
次の王が選ばれることになったが、ロームルスを誰かが暗殺したという噂が飛び交い、誰が王に当選しても疑惑を生みそうな状況となった。ロームルスには息子がいたが、彼を王にするという考えは当時のローマ人にはなかった。そこで市民たちは、何の利害関係もない市外の人物から王を選ぶことにした。ローマ人が選んだのは、賢者として知られるサビニ人のヌマ・ポンピリウスだった。ローマに住んでさえもいなかったヌマは当然固辞したが、元老院の長老たちから何度も頼まれると、それ以上は断れなかった。
ヌマは温和な人格者だったとされ、この王の時代にはローマに戦争は起こらなかった。ヌマは主に国内の改革を行った。ロームルスが定めたとされるローマ暦を改めたのも彼であった。農業を推奨したほか、職業別の組合を作った。宗教改革を行い、神官も決めた。ローマ神話の骨格と、主な神の名が決まったのはヌマの時代である。これはヌマの祖先サビニ人の信仰が基になったといわれる。ヌマの死も、その治世と同じようにおだやかなものだった。
また、ヌマの治世に天から12枚のアンキーレー（聖盾）が降臨し、ローマの守護の象徴にされたという伝説がある。これは恐らく、南下してくるエトルリア人の脅威にローマ人が軍備を備えたことを神話にしたものだといわれている。

### トゥッルス・ホスティリウス

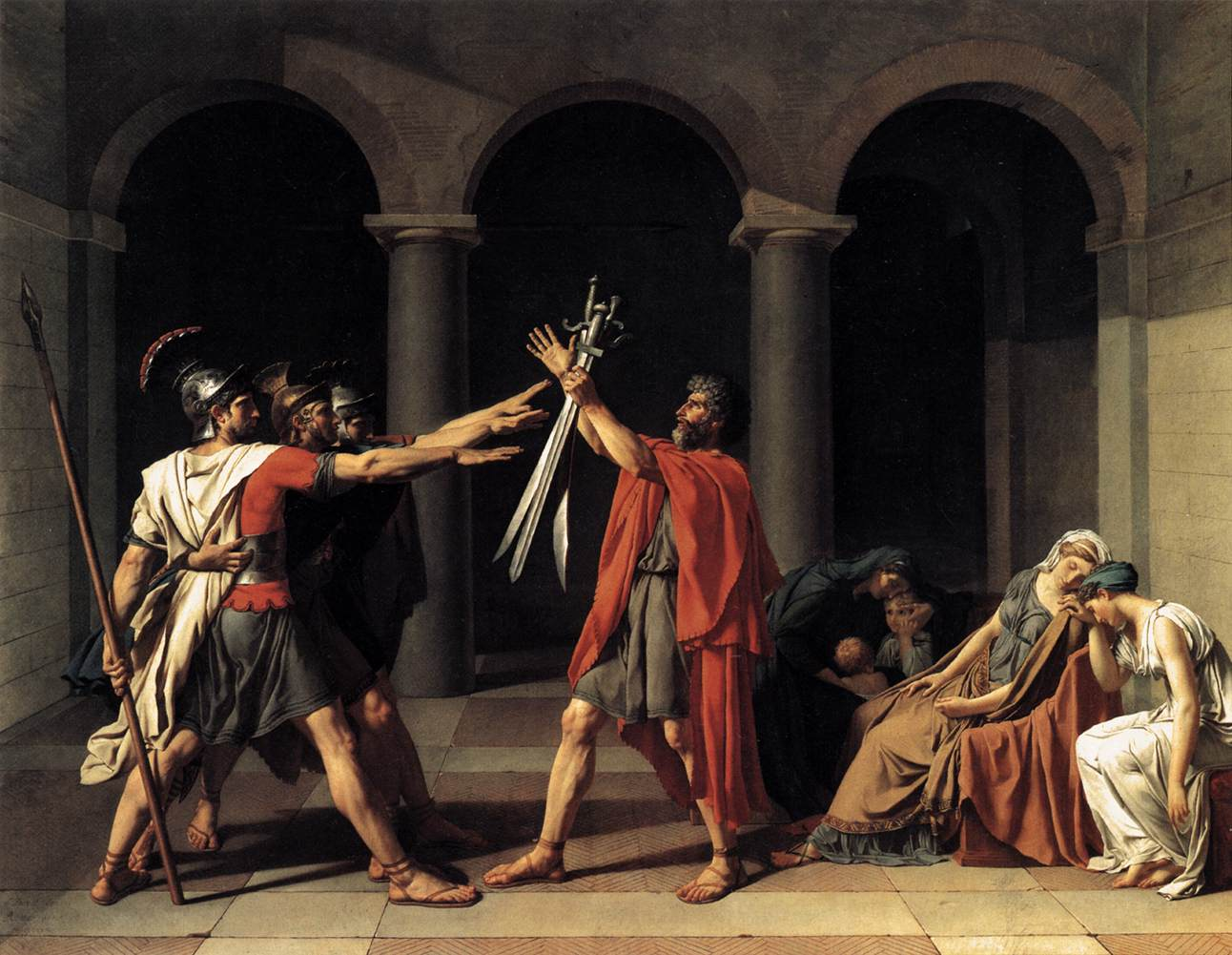
ホラテウス兄弟の誓い（ジャック＝ルイ・ダヴィッド作）

第3代の王になったトゥッルス・ホスティリウスは、ヌマの治世で地力を蓄えたローマで拡大方針を採用した。
近隣では最大のラテン人都市アルバ・ロンガを征服し、王を殺して町を完全に破壊した。しかし、アルバ市民はローマ市民として迎えられ、アルバの貴族はローマの貴族として元老院の議席も与えられた（この時移住してきた貴族の中に、後にガイウス・ユリウス・カエサルなどを輩出したユリウス一門が含まれていたとされる）。
王の死は雷に打たれてのものだったと伝えられる。

### アンクス・マルキウス
第4代の王アンクス・マルキウスは2代の王ヌマの孫であり、平和な治世を期待されて選ばれたのだが、祖父とは異なり多くの戦を行った。しかし内政にも能力を発揮し、初めてローマに水道を引く。また海辺のオスティアを征服して、ローマに塩をもたらした。

### タルクィニウス・プリスクス
第5代の王タルクィニウス・プリスクス（古風王）は、エトルリア人だった。ローマでは異邦人でも市民権が与えられると聞き、移り住んだのだった。そして市民権を得、先王の死後立候補して王になった。市外の出であることは、ヌマ王の先例もあり、問題視されなかった。
この王は戦争に勝利しても、土地の住民をローマに移住させなかった。代わりに戦利品をローマまで運んだ。どうせ負けてもローマ市民になるだけだと思っていた近隣都市国家はしばらく静かになった。平和なときは兵士を使って水道を建設した。ローマにはその技術がなかったので、王の故郷エトルリアから技術導入した。これにより産業が活性化した。ローマ人は技術もよく学び、市はさらに発展した。
しかし、王は、王位を狙う先王の息子によって暗殺された。

### セルウィウス・トゥッリウス
第6代の王には第4代の王の息子は選ばれず、孤児であり先王の養子で婿でもあったエトルリア人のセルウィウス・トゥッリウスが選ばれた。
この王が行った大きな事業は、城壁の建設だった。この城壁は「セルウィウスの城壁」と呼ばれ、現在もところどころ残っている。これはローマ市の7つの丘を囲むという大規模なものだった。また軍制の改革も行い、戦も行った。戦法も開発した。
セルウィウスは、第5代の王の孫タルクィニウスと、その妻であり自分の娘でもあるトゥッリアによって暗殺された。

### タルクィニウス・スペルブス

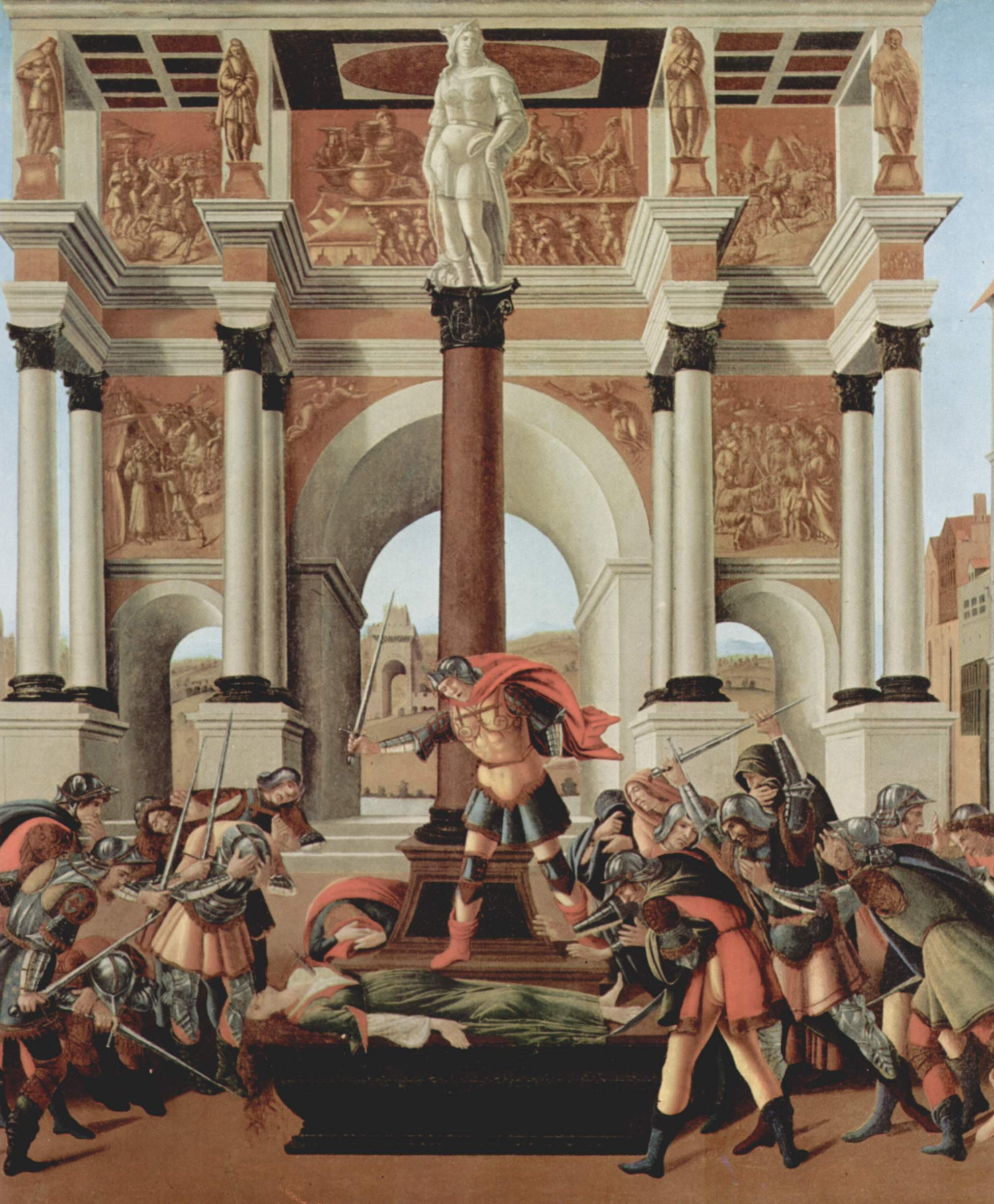
ルクレーティアの死（サンドロ・ボッティチェッリ作）

第7代の、そして最後の王はタルクィニウス・スペルブスとなった。のちに「傲慢王（スペルブス）」と呼ばれるこの新王は前王の葬儀を禁じ、先王派の議員を全員殺した。この王の即位にあたっては、市民集会の選出も、元老院の承認もなかった。その後の政治も元老院や市民集会にはかることなく自分で決めた。当然、市民の評判はよくなかった。
しかしこの王は策略と戦争は得意で、ローマはさらに領土を広げた。やがて王は、ローマよりずっと強大だったエトルリアとの同盟を結んだ。これでローマの近くには強国がなくなったわけだが、結果としてエトルリア人がローマ中を闊歩するようになり、ローマはエトルリアの属国に成り果てたと考える市民も多くなった。それもそのはずで、第5代からすべての王がエトルリア出身だったのである。
やがて市民の怒りが爆発する日が来る。王の息子セクトゥスが、親類の妻ルクレーティアに横恋慕し、寝室に忍び込んで彼女をわがものにしたのである。ルクレーティアは親類・友人とともにかけつけた夫の前ですべてを告白し、男たちが復讐を誓うのを見届けると短剣で自らの命を絶った。夫の友人でこの現場を目撃したルキウス・ユニウス・ブルトゥスは、王一族は追放すべきだと演説を行い、市民はそれに従った。戦の途中だった王は事態の急変を知り、急ぎローマに戻るが、門はすべて閉じられた後だった。王は従う兵だけを連れ、エトルリアに去っていった。王の3人の息子のうち2人は王とともに去ったが、事件の発端となったセクトゥスは別に逃げ、のちに違う事件がもとで殺害された。王妃トゥーリアは別に逃げて無事だった。

## 王政の終焉
タルクィニウスの追放によって王政ローマは終わった。王政への反省からこの年、紀元前509年からは共和政がとられ、2名の執政官がローマの政治を司ることになった。最初の執政官には、演説を行ったブルトゥスと、自殺したルクレーティアの夫コラティヌスが選出された。この後は共和政ローマの歴史となる。
これ以降ローマ人の間には「王を置かない国家ローマ」の心情が刷り込まれており、特に東方の専制君主に対して強い拒絶反応を示すようになった。

## 制度
初代ロームルス以来、多くの一族を抱える有力者は貴族（パトリキ）として終身の元老院を構成し、王の助言機関とした。
ローマに見られる特徴として、他国から一族郎党を引き連れて移民してきた者や、戦争で破った敵国の有力者も一族ごとローマに強制移住させ、代表者を元老院議員にすることで味方に取り込んで勢力基盤としたことが挙げられる。これは、エトルリア人都市国家やアルバ・ロンガなどのラテン族都市国家に囲まれた小さな寒村ほどの規模から出発した新生ローマでは、最大・喫緊の課題は人口増加であり、人口が増えないことには、自衛のための兵力すら維持できないからであった。実際、このローマの性格こそ、のちにローマを強大にする原動力であったと認められている。
さらに、奴隷や一時居住者以外のこれら自由市民は、ローマ市民として王の選出を含む国家の最高議決機関である民会で投票する権利を与えられた。ローマ建国の王であったロームルスも、治世の途中でこの民会の選挙で選出（この場合信任）され、改めて選挙で選ばれて王となった。王の任期は終身であるが、原則として世襲制はとらない。もっとも、この市民による王の選出は、共和政期に共和政の歴史を古くに求めるために作られた伝説とする説もある。
王の最大の責務はローマの防衛であり、そのため自由市民が輪番で兵役を務めるローマ軍全軍の指揮を担当した（全軍とはいっても草創当時は2,000名程度であったと推測される）。

## ローマの王と在位
1. ロームルス 紀元前753年 - 紀元前715年
  - ティトゥス・タティウス（ロームルスと共同統治）
2. ヌマ・ポンピリウス 紀元前715年 - 紀元前673年
3. トゥッルス・ホスティリウス 紀元前673年 - 紀元前641年
4. アンクス・マルキウス 紀元前641年 - 紀元前616年
5. タルクィニウス・プリスクス 紀元前615年 - 紀元前579年
6. セルウィウス・トゥッリウス 紀元前579年 - 紀元前534年
7. タルクィニウス・スペルブス 紀元前534年 - 紀元前509年